# Propsephus cavifrons
Propsephus cavifrons – gatunek chrząszcza z rodziny sprężykowatych.
Owad osiąga długość 18-19 mm.
Jest to czerwonobrązowy chrząszcz. Ciało pokrywa długie, umiarkowanie gęste owłosienie o białawej barwie.
Cechuje się on łódkowatym, wklęsłym na przedzie czołem, którego długość nieznacznie przekracza szerokość. Jego przedni brzeg określa się jako zaokrąglony, szeroki, wydatny. Ząbkowane czułki składają się z 11 segmentów. Podstawa nie dorównuje wielkością oku. 2. segment ma kształt okrągły, a 3. zaś, o trójkątnym kształcie, jest krótki, krótszy od następnego. Ostatni zwęża się u czubka. Labrum o długich setach przyjmuje kształt półeliptyczny. Żuwaczki są potężnie zbudowane. Krótkie pośrodkowe sety tworzą penicillius. Przedplecze ma większą szerokość niż długość, w przedniej części zwęża się. Jego tylne łódkowate kąty ustawione są rozbieżnie. Wypukłe skrzydła przednie zwężają się w dystalnej ¼.
Na goleniach widnieją długie ostrogi. Scutellum przyjmuje kształt prawie pentagonalny o zaokrąglonym tylnym brzegu.
Badany materiał pochodził z Namibii i RPA.